# Entrevista con el vampiro (serie de televisión)
Entrevista con el vampiro es una serie de televisión estadounidense de terror gótico creada por el guionista Rolin Jones y basada en la novela del mismo nombre de la autora Anne Rice. Estrenada por la cadena AMC el 2 de octubre de 2022, cuenta con las actuaciones de Sam Reid como Lestat de Lioncourt, Jacob Anderson como Louis de Pointe du Lac, Bailey Bass (primera temporada) y Delainey Hayles (segunda temporada) como Claudia y Eric Bogosian como Daniel Molloy. El rodaje se llevó a cabo entre diciembre de 2021 y abril de 2022 en locaciones de Nueva Orleans.
El primer avance oficial de la serie fue presentado en la Convención Internacional de Cómics de San Diego el 23 de julio de 2022. En el evento se anunció que la primera temporada constaría de ocho episodios y que haría énfasis en la conversión de Louis en vampiro a manos de Lestat, y en su posterior lucha contra su condición como un ser inmortal que debe asesinar personas para subsistir.

## Argumento
En 2022, Daniel Molloy, un periodista destacado, es contactado por Louis de Pointe du Lac para realizar una nueva serie de entrevistas y contar su historia.

## Reparto y personajes

### Principales
- Jacob Anderson como Louis de Pointe du Lac
- Sam Reid como Lestat de Lioncourt
- Eric Bogosian como Daniel Molloy
- Bailey Bass (temporada 1) y Delainey Hayles (temporada 2) como Claudia
- Assad Zaman como Armand
- Ben Daniels como Santiago (temporada 2)

### Recurrentes
- Kalyne Coleman como Grace de Pointe du Lac Freniere (temporada 1)
- John DiMaggio como Alderman Fenwick (temporada 1)
- Chris Stack como Thomas "Tom" Anderson (temporada 1)
- Rae Dawn Chong como Florence de Pointe du Lac (temporada 1)
- Jeff Pope como Finn O'Shea (temporada 1)
- Dana Gourrier como Bricktop Williams (temporada 1)
- Christian Robinson como Levi Freniere (temporada 1)
- Maura Grace Athari como Antoinette Brown (temporada 1)
- Bally Gill como Rashid (temporada 2)
- Suzanne Andrade como Celeste (temporada 2)
- Esme Appleton como Estelle (temporada 2)
- Jake Cecil como Gustave (temporada 2)
- Roxane Duran como Madeleine Éparvier (temporada 2)
- Christopher Geary como Samuel «Sam» Barclay (temporada 2)
- Khetphet «KP» Phagnasay como Quang Pham (temporada 2)
- Yung Nguyen como Tuan Pham (temporada 2)

## Episodios
| Temporada | Temporada | Episodios | Episodios | Emisión original     | Emisión original       |
| Temporada | Temporada | Episodios | Episodios | Primera emisión      | Última emisión         |
| --------- | --------- | --------- | --------- | -------------------- | ---------------------- |
|           | 1         | 7         | 7         | 2 de octubre de 2022 | 6 de noviembre de 2022 |
|           | 2         | 8         | 8         | 12 de mayo de 2024   | 30 de junio de 2024    |

### Primera temporada (2022)
| N.º en serie | N.º en temp. | Título                                                          | Dirigido por     | Escrito por                      | Fecha de lanzamiento original |
| ------------ | ------------ | --------------------------------------------------------------- | ---------------- | -------------------------------- | ----------------------------- |
| 1            | 1            | «In Throes of Increasing Wonder...»                             | Alan Taylor      | Rolin Jones                      | 2 de octubre de 2022          |
| 2            | 2            | «...After the Phantoms of Your Former Self»                     | Alan Taylor      | Jonathan Ceniceroz y Dave Harris | 2 de octubre de 2022          |
| 3            | 3            | «Is My Very Nature That of a Devil»                             | Keith Powell     | Rolin Jones y Hannah Moscovitch  | 9 de octubre de 2022          |
| 4            | 4            | «...The Ruthless Pursuit of Blood with All a Child's Demanding» | Keith Powell     | Eleanor Burgess                  | 16 de octubre de 2022         |
| 5            | 5            | «A Vile Hunger for Your Hammering Heart»                        | Levan Akin       | Hannah Moscovitch                | 23 de octubre de 2022         |
| 6            | 6            | «Like Angels Put in Hell by God»                                | Levan Akin       | Coline Abert                     | 30 de noviembre de 2022       |
| 7            | 7            | «The Thing Lay Still»                                           | Alexis Ostrander | Rolin Jones y Ben Philippe       | 6 de noviembre de 2022        |

### Segunda temporada (2024)
| N.º en serie | N.º en temp. | Título                                                            | Dirigido por | Escrito por                            | Fecha de emisión original |
| ------------ | ------------ | ----------------------------------------------------------------- | ------------ | -------------------------------------- | ------------------------- |
| 8            | 1            | «What Can the Damned Really Say to the Damned»                    | Craig Zisk   | Hannah Moscovitch                      | 12 de mayo de 2024        |
| 9            | 2            | «Do You Know What It Means to Be Loved by Death»                  | Levan Akin   | Jonathan Ceniceroz y Shane Munson      | 19 de mayo de 2024        |
| 10           | 3            | «No Pain»                                                         | Levan Akin   | Heather Bellson                        | 26 de mayo de 2024        |
| 11           | 4            | «I Want You More Than Anything in the World»                      | Levan Akin   | Coline Abert y A. Zell Williams        | 2 de junio de 2024        |
| 12           | 5            | «Don't Be Afraid, Just Start the Tape»                            | Craig Zisk   | Jonathan Ceniceroz y Hannah Moscovitch | 9 de junio de 2024        |
| 13           | 6            | «Like the Light by Which God Made the World Before He Made Light» | Emma Freeman | Hannah Moscovitch y Shane Munson       | 16 de junio de 2024       |
| 14           | 7            | «I Could Not Prevent It»                                          | Emma Freeman | Kevin Hanna y Rolin Jones              | 23 de junio de 2024       |
| 15           | 8            | «And That's The End of It. There's Nothing Else»                  | Levan Akin   | Rolin Jones                            | 30 de junio de 2024       |

## Producción

### Desarrollo
En un principio, Universal Pictures e Imagine Entertainment se encontraban desarrollando una nueva adaptación de la franquicia Las crónicas vampíricas de la escritora estadounidense Anne Rice como serie cinematográfica. Esta serie de novelas ya fue adaptada en la película homónima de 1994, protagonizada por Tom Cruise y Brad Pitt, y en la secuela de 2002, de menor éxito comercial, La reina de los condenados. Christopher Rice, hijo de la autora, había adaptado el guion y Alex Kurtzman y Roberto Orci se encargarían de la producción. Sin embargo, no hubo más avances en el proyecto hasta el 26 de noviembre de 2016, cuando la propia Rice había recuperado los derechos de la franquicia, con la intención de desarrollar las novelas en una serie de televisión, con Anne y Christopher Rice como productores ejecutivos de la potencial serie.
Tras este anuncio, Rice declaró: «Una serie de televisión de la más alta calidad es ahora mi sueño para Lestat, Louis, Armand, Marius y toda la tribu. Aunque hemos tenido el placer de trabajar con mucha gente buena en relación con este plan, no ha funcionado. Está muy claro, hoy más que nunca, que la televisión es el lugar al que pertenecen los vampiros».

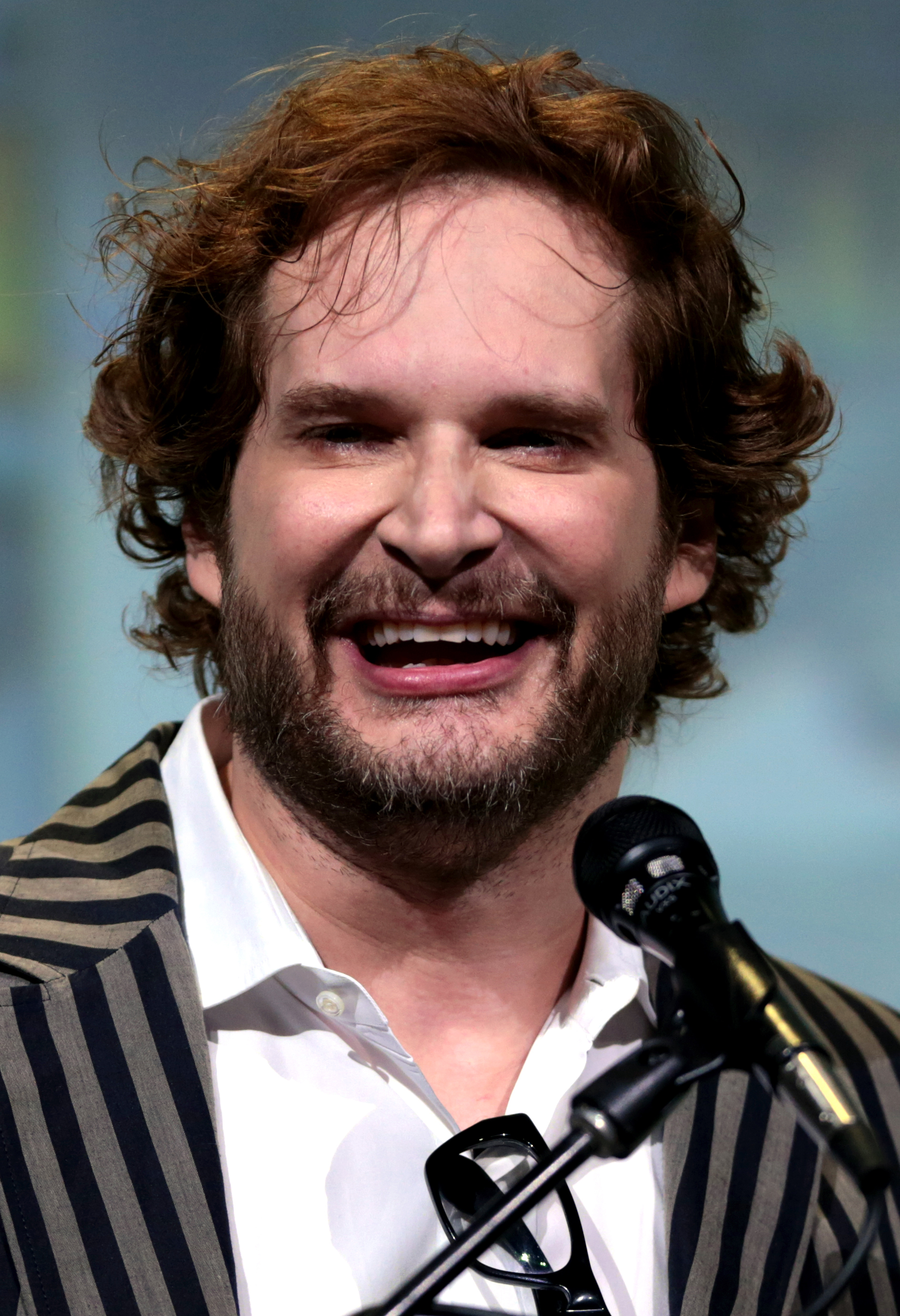
El guionista y productor Bryan Fuller estuvo vinculado en las etapas iniciales del proyecto.

El 28 de abril de 2017, se anunció que Paramount Television Studios y Anonymous Content habían optado por los derechos tras una competitiva guerra de ofertas de un mes de duración. Christopher Rice fue contratado para reescribir el guion, con David Kanter y Steve Golin de Anonymous Content uniéndose como productores ejecutivos. El 11 de enero de 2018, el creador del seriado Hannibal, Bryan Fuller, se unió al proyecto como showrunner, pero dio un paso atrás ese mismo mes para no interferir en el plan de los Rice. Entrando en la competencia, el proveedor de medios Hulu inició el desarrollo del proyecto el 17 de julio de 2018, y Dee Johnson sustituyó a Fuller como showrunner el 19 de febrero de 2019.
El 19 de diciembre del mismo año se anunció que Hulu había decidido no seguir adelante, con Rice añadiendo su trilogía Lives of the Mayfair Witches, cuyos derechos aún eran propiedad de Warner Bros. Pictures, al paquete de derechos más amplio y completo. Paramount Television estaba en condiciones de recuperar los derechos de las novelas, ya que se informó que el estudio estaba entre los cuatro postores que buscaban la propiedad.
El 13 de mayo de 2020, se anunció que AMC Networks había comprado los derechos de la propiedad intelectual que abarcaba 18 novelas y la posibilidad de desarrollar largometrajes y series de televisión a partir del acuerdo. El 24 de junio de 2021, AMC concedió a la adaptación de la primera novela de la serie, Entrevista con el vampiro, un encargo de serie de ocho episodios, cuyo estreno está previsto para octubre de 2022.
Rolin Jones fue contratado como creador, showrunner y escritor. Mark Johnson también se hará cargo de la producción ejecutiva del proyecto junto con Jones, en virtud de sus acuerdos con AMC Studios. El 19 de julio de 2021, se anunció que el director de Mad Men y Game of Thrones, Alan Taylor, se encargará de dirigir los dos primeros episodios de la primera temporada y de la producción ejecutiva del seriado.

### Elección del reparto y rodaje

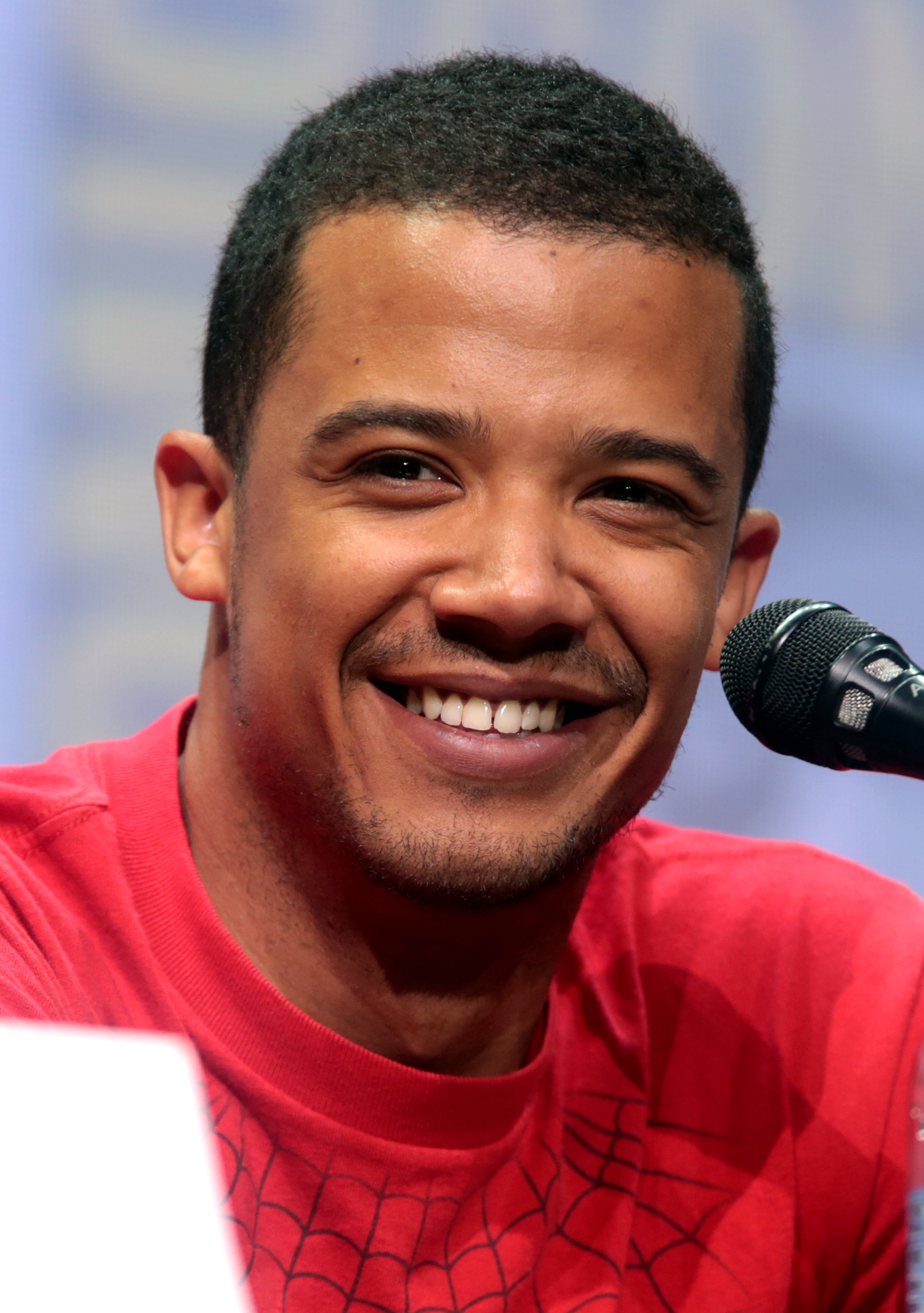
Jacob Anderson interpretó el papel principal de Louis de Pointe du Lac.

En agosto de 2021, se anunció que Sam Reid y Jacob Anderson se incorporarían al reparto en los papeles principales de Lestat y Louis, los personajes interpretados por Tom Cruise y Brad Pitt respectivamente en la adaptación cinematográfica de 1994. En octubre de 2021, se informó que Bailey Bass se uniría al reparto en un papel protagónico como Claudia, el rol interpretado por Kirsten Dunst en la mencionada adaptación cinematográfica, y que Kalyne Coleman encarnaría a Grace, la hermana de Louis.
En marzo de 2022 se anunció que Assad Zaman se incorporaría al reparto en el papel de Rashid, mientras que Eric Bogosian interpretaría al periodista Daniel Molloy. Acto seguido surgieron otros nombres que integrarían el elenco, como Chris Stack interpretando a Tom Anderson, Jeff Pope en el papel de Finn O'Shea y Rachel Alana Handler como Peg Leg Doris.
La fotografía principal dio inicio a finales de 2021, y la etapa de rodaje se extendió desde diciembre hasta abril de 2022 en locaciones de Nueva Orleans.

## Estreno
La serie se estrenó el 2 de octubre de 2022 en la cadena AMC, y en el servicio de streaming AMC+ luego de su estreno en cable.
El 23 de julio de 2022 se estrenó el primer tráiler oficial de la serie durante la convención Convención Internacional de Cómics de San Diego. Dos días después, el Daily Mail anunció que el seriado estaría conformado por ocho episodios. El avance dejó entrever que la trama se desarrollaría inicialmente en la Nueva Orleans de 1910, y presentará la historia de Louis, un joven convertido en vampiro por el sanguinario Lestat, y su constante lucha por escapar de su condición como un ser inmortal que debe asesinar personas para subsistir.